# Ливия Орестилла
Ливия Орестилла (лат. Livia Orestilla), либо Корнелия Орестилла (лат. Cornelia Orestilla), иногда — Корнелия Орестина (лат. Cornelia Orestina) (ок. 20 — не ранее 40) — вторая жена императора Калигулы в 37 году.
Скорее всего правильное имя Корнелия Орестина, однако наиболее известна под именем Ливия. Она была дочерью Публия Корнелия Сципиона Орестина, претора 7 года.
В 37 году Ливия вышла замуж за Гая Кальпурния Пизона. Во время празднования по поводу свадьбы Калигула принудил Пизона дать Ливии развод и сам женился на ней. На следующий день Калигула объявил, что поступил также, как Ромул и Август, которые оба увели своих жён от других мужчин.
Ещё через день Калигула развёлся с Ливией, однако запретил ей вступать в отношения с Пизоном. В 40 году за прелюбодеяние с Пизоном оба они были сосланы.